# Bourg de Dongmen
Le bourg de Dongmen (chinois simplifié : 东门镇 ; chinois traditionnel : 東門鎮 ; pinyin : Dōngmén Zhèn; Zhuang : Dunghmonz Cin) est un district administratif de la région autonome Zhuang du Guangxi en Chine. Il est placé sous la juridiction de la Xian de Fusui.

## Démographie
La population du district était de 44 000 habitants en 2011.

## Subdivisions administratives
La bourg de Dongmen exerce sa juridiction sur deux subdivisions - 1 communauté résidentielle et 15 villages.
Communauté résidentielle :
- Dongmen(东门社区)

Villages :
- Banbao(板包村), Baidang(佰党村), Haozuo(郝佐村), Liutou(六头村), Balou(岜楼村),Qurong ( 渠荣村), Bulian( 布练村), Jiucheng(旧城村), Zìyao(自尧村), Buge(卜葛村), Najiang(那江村), Naba(那巴村)

, Jiangbian( 江边村), Lingnan( 岭南村), Tuoda( 驮达村)